# 영봉
영봉(永鳳)은 중국 전조(前趙) 광문제(光文帝)의 첫 번째 연호이다. 308년 10월에서 309년 4월까지 7개월 동안 사용하였다. 308년 10월, 유연은 황제로 즉위하고 개원하였다.
같은 시기에 사용된 다른 연호로는 서진(西晉)에서 사용한 영가(永嘉 : 307년 ~ 313년), 성한(成漢)에서 사용한 안평(晏平 : 306년 ~ 310년)이 있다.

## 개원
원희(元熙) 5년 10월 3일(308년 11월 2일)에 연호를 영봉(永鳳)으로 개원함.

## 연대대조표
| 영봉                | 원년           | 2년        |
| 서력                | 308년          | 309년      |
| 육십간지 (六十干支) | 무진(戊辰)     | 기사(己巳) |
| 서진 (西晉)         | 영가(永嘉) 2년 | 3년        |
| 성한 (成漢)         | 안평(晏平) 3년 | 4년        |

## 같이 보기
- 중국의 연호